# Hercostomus basalis
Hercostomus basalis är en tvåvingeart som beskrevs av Yang 1996. Hercostomus basalis ingår i släktet Hercostomus och familjen styltflugor. Inga underarter finns listade i Catalogue of Life.